# İzmir (provincie)
Izmirská provincie je území v Turecku, do něhož spadá také aglomerace města İzmir, největšího města Egejského regionu. Rozkládá se na ploše 11 973 km2 a v roce 2009 zde žilo 3 868 308 obyvatel. Velkou část území provincie odvodňuje řeka Malý Menderes.

## Administrativní členění
Provincie Izmir se administrativně člení na 30 distriktů:
- Aliağa
- Balçova
- Bayındır
- Bayraklı
- Bergama
- Beydağ
- Bornova
- Buca
- Çeşme
- Çiğli
- Dikili
- Foça
- Gaziemir
- Güzelbahçe
- Karabağlar
- Karaburun
- Karşıyaka
- Kemalpaşa
- Kınık
- Kiraz
- Konak
- Menderes
- Menemen
- Narlidere
- Ödemiş
- Seferihisar
- Selçuk
- Tire
- Torbalı
- Urla

Distrikty Balçova, Bayraklı, Bornova, Buca, Çiğli, Gaziemir, Güzelbahçe, Karabağlar, Karşıyaka, Konak a Narlıdere jsou součástí města İzmir.